# Alta Ribagorça
L'Alta Ribagorça és una comarca catalana situada a l'Alt Pirineu. Limia al sud de la Vall d'Aran, a l'oest del Pallars Sobirà i al nord del Jussà. A ponent limita amb la comarca homònima de l'Aragó (vegeu Ribagorça). La comarca fou creada per llei l'any 1988, juntament amb el Pla d'Urgell i el Pla de l'Estany i, fins aleshores i des de la divisió comarcal de 1936 havia format part del Pallars Jussà, llevat de la nova divisió comarcal feta el 1939.

## Geografia
Està vertebrada pels rius Noguera Ribagorçana i Noguera de Tor (afluent del primer), que la drenen en sentit nord-sud.
Situació geogràfica:
- Extrem oriental: 0° 58' 27,80" de longitud est.
- Extrem occidental: 0° 41' 30,24" de longitud est.
- Extrem septentrional: 42° 37' 58,88" de latitud nord.
- Extrem meridional: 42° 18' 0,07" de latitud nord.

Al nord-est de la comarca hi ha la part occidental del Parc Nacional d'Aigüestortes i Estany de Sant Maurici. El seu cim més alt és el Comaloforno (3030 metres d'altitud), al massís del Besiberri.
Tot i que cal tractar el terme Alta Ribagorça des del punt de vista d'una comarca legalment constituïda per les lleis vigents a Catalunya, al llarg de la història s'han donat diferents versions d'aquesta comarca.
A l'Aragó no existeix cap comarca amb aquest nom, però sí amb el de Ribagorça, però es dona una tercera versió, que no és de caràcter polític català o aragonès, sinó basat en els costums de la comarca, en la història i en els lligams socioculturals entre els seus pobles. Aquest enfocament és el que es reflecteix a la Gran Enciclopèdia Catalana i en les obres que parteixen del seu enfocament.
Aquesta divisió comarcal, de caràcter estrictament cultural, situa a l'Alta Ribagorça els municipis de Bonansa i Montanui, d'administració aragonesa, el Pont de Suert, Vall de Boí i Vilaller, d'administració catalana (Alta Ribagorça Oriental), i els de Benasc, Bissaürri, Castilló de Sos, Gia, les Paüls, Saünc, Sessué i Vilanova d'Éssera, tots d'administració aragonesa (Alta Ribagorça Occidental). Entre aquests darrers n'hi ha de parla catalana, de parla aragonesa, i de parla de transició entre el català i l'aragonès.
D'altra banda. hi hauria encara la Baixa Ribagorça, tota ella d'administració aragonesa (Areny de Noguera, Benavarri, Beranui, Capella, Castigaleu, Estopanyà, Lasquarri, Monesma i Queixigar, la Pobla de Roda (actualment, Isàvena), el Pont de Montanyana, Sopeira, Tolba, Tor-la-ribera, la Vall de Lierp i Viacamp i Lliterà (Baixa Ribagorça Oriental, o de parla catalana) i Campo, Foradada, Graus, Perarrua, la Pobla del Castre, Santa Llestra, Seira i la Vall de Bardaixí (Baixa Ribagorça Occidental, o de parla aragonesa).

### Relleu

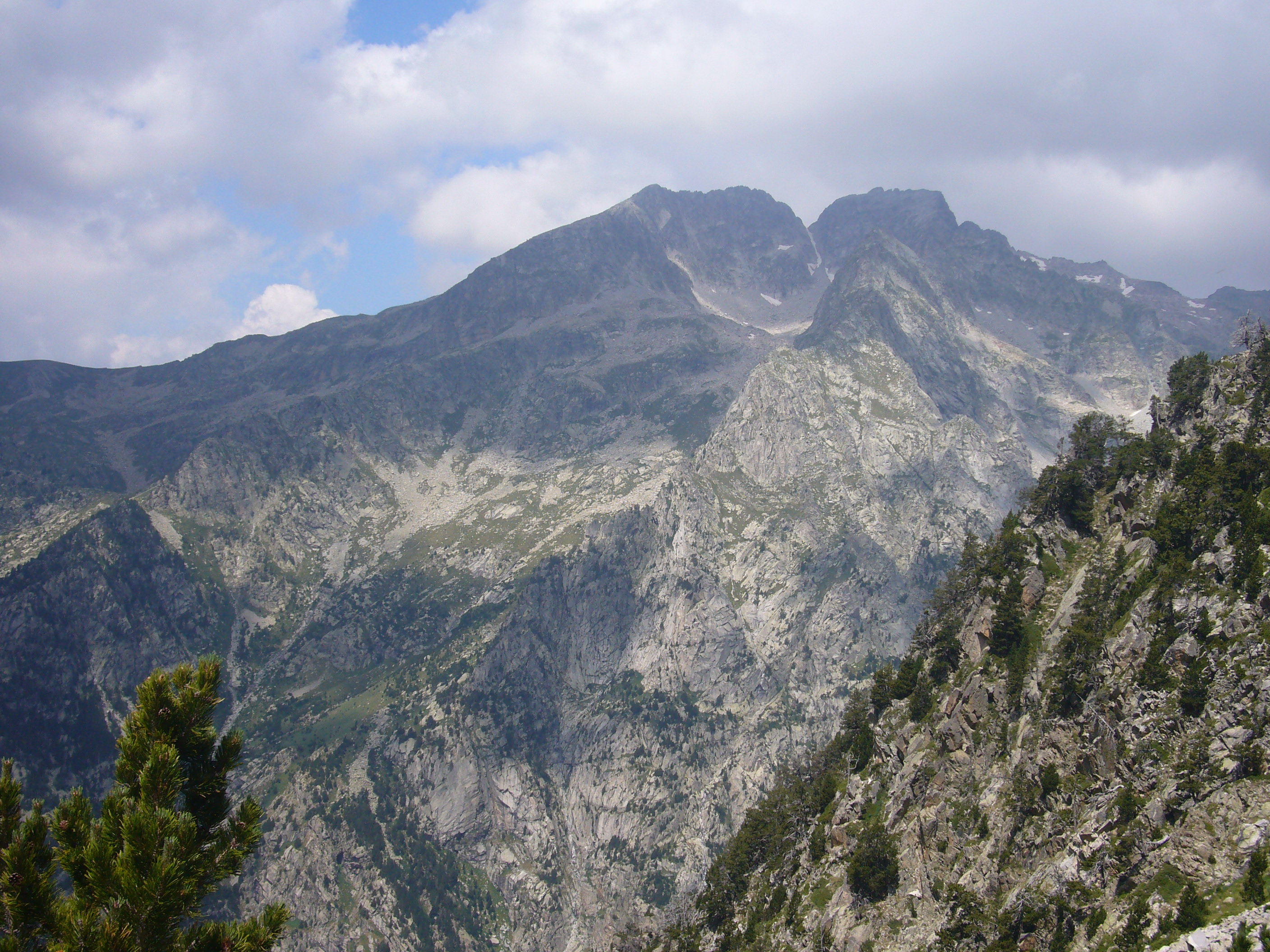
El pic de Comaloforno de 3.030 metres

L'Alta Ribagorça és una comarca de muntanya, on no hi ha cap plana i vall ampla. Excepte el sector més meridional, tota la comarca s'inclou dins del Pirineu axial.
La comarca de l'Alta Ribagorça comprèn el marge esquerre de la capçalera de la Noguera Ribagorçana i tota la vall de la Noguera de Tor. Entre ambdues valls hi ha el Massís del Besiberri, on es troba un dels sectors amb relleu més enlairats i espectaculars de l'alta muntanya catalana. Hi ha un seguit de cims que passen dels 3.000 metres d'altitud: Besiberri del Nord (3.014 m), Besiberri del Mig (3.003 m), Besiberri del Sud (3.030 m) i pic de Comaloforno (3.030 m). Aquest enlairat relleu continua cap al nord i nord-oest de la comarca, en el límit amb la Val d'Aran (serra de Tumeneia), Pallars Sobirà (Gran Tuc de Colomers, 2.931 m) i Pallars Jussà (serra Sobremonestero).
En els vessants superiors es conserva l'empremta glacial, amb estanys i valls en forma d'U. El sector on convergeixen les quatre comarques (Val d'Aran, Pallars Sobirà, Pallars Jussà i Alta Ribagorça) és on la morfologia glacial pren més importància de tot Catalunya. Pel cantó de l'Alta Ribagorça hi ha diversos circs glacials al fons dels quals hi ha diversos estanys. Destaca el circ que hi ha al peu del Montardo, a la capçalera de la Noguera de Tor, amb els estanys de Monges, Travessani i Negre. No gaire lluny hi ha els estanys de Tumeneia. Aigües avall hi ha l'estany de Cavallers, a la sortida del qual es construí una gran presa, transformant així l'antic estany en un gran embassament.
De gran interès és la capçalera del riu de Sant Nicolau, inclosa dins del Parc Nacional d'Aigüestortes i Estany de Sant Maurici. Hi destaquen els estanys de Bergús, Redó i de Contraix. Al fons de la vall hi ha els estanys Llong, de Sant Nicolau i de l'Estany de Llebreta.
Les geleres baixaren força per les valls, encara que les dues principals no arribaren a confluir. A la vall de la Noguera Ribagorçana la gelera assolí uns 22 km. de llargada, fins prop de Vilaller. A la vall de la Noguera de Tor arribà fins al nucli de Llesp.
Prop el Pont de Suert el relleu canvia. S'entra ja en el Prepirineus, on un primer nivell de materials força tous (gresos, argiles) fan que el relleu actual hi sigui més baix, i amb vessants menys abruptes. Aquest sector amb altituds menors és aprofitat pel pas de la carretera que comunica la conca de Tremp amb l'Alta Ribagorça, passant pel coll de Perves. Més al sud, al límit de la comarca, hi ha la Serra de Sant Gervàs (Pala del Teller, 1.887 m), formada per calcàries.

### Rius
Les valls de la Noguera Ribagorçana i de la Noguera de Tor són les que configuren l'Alta Ribagorçana. La Noguera Ribagorçana recorre la comarca de nord a sud. El seu naixement i les valls més enlairades de la seva capçalera es troben dins la Val d'Aran. Recorre la vall de Barravés, i passa per Vilaller i el Pont de Suert. Poc abans de la capital comarcal rep les aigües de la Noguera de Tor.
Té un règim clarament nival, amb un màxim molt clar l'abril-maig, a causa de la fosa de la neu. El cabal mínim es registra de desembre a febrer, sent aquest mes el de cabal més baix, a conseqüència d'una menor precipitació i de la retenció de l'aigua en forma de neu als vessants.
Les aigües de la Noguera Ribagorçana són intensament explotades per a la producció d'energia hidroelèctrica: centrals de Baserca, Senet, Bono, Vilaller, el Pont de Suert i les Escales. Hi ha dos embassaments principals, el de Baserca, al nord de la comarca, i el d'Escales, just a la sortida. L'embassament d'Escales va des del congost del mateix nom fins al peu del Pont de Suert, al llarg d'uns 10 km. La presa és una de les més espectaculars del Pirineu, amb 125 metres d'alçària.
La Noguera de Tor recorre la vall de Boí. Neix als estanys situats al peu del Montardo i té dos afluents destacats, el riu de Sant Nicolau i el riu de Sant Martí. Passa per Caldes de Boí, entre Erill la Vall i Boí, per Barruera i Llesp. El riu de Sant Nicolau travessa la zona d'Aigüestortes, que és un sector planer, on l'aigua discorre lentament i formant nombrosos braços. Aquest sector de mulleres i aiguamolls correspon a un antic estany de vall d'origen glacial, que ja ha estat totalment reblert de sediments aportats pel riu. A la vall del riu de Sant Martí hi ha Taüll i, a la confluència amb la Noguera de Tor, Boí.
El règim del riu és nival, segons les dades enregistrades en l'estació d'aforament de Caldes de Boí. Hi ha un màxim molt destacat el maig, i un mínim el febrer. El cabal total d'aigua que s'escola pel riu és sis vegades més gran el maig que el febrer.
Les aigües d'aquests rius han estat molt aprofitades per a la producció hidroelèctrica i nombrosos estanys han estat represats per a poder embassar més aigua. El cas més destacat és el de l'estany de Cavallers, on una llarga presa tanca la vall, de manera que l'antic estany ha quedat totalment tapat pel nou embassament.

### Clima

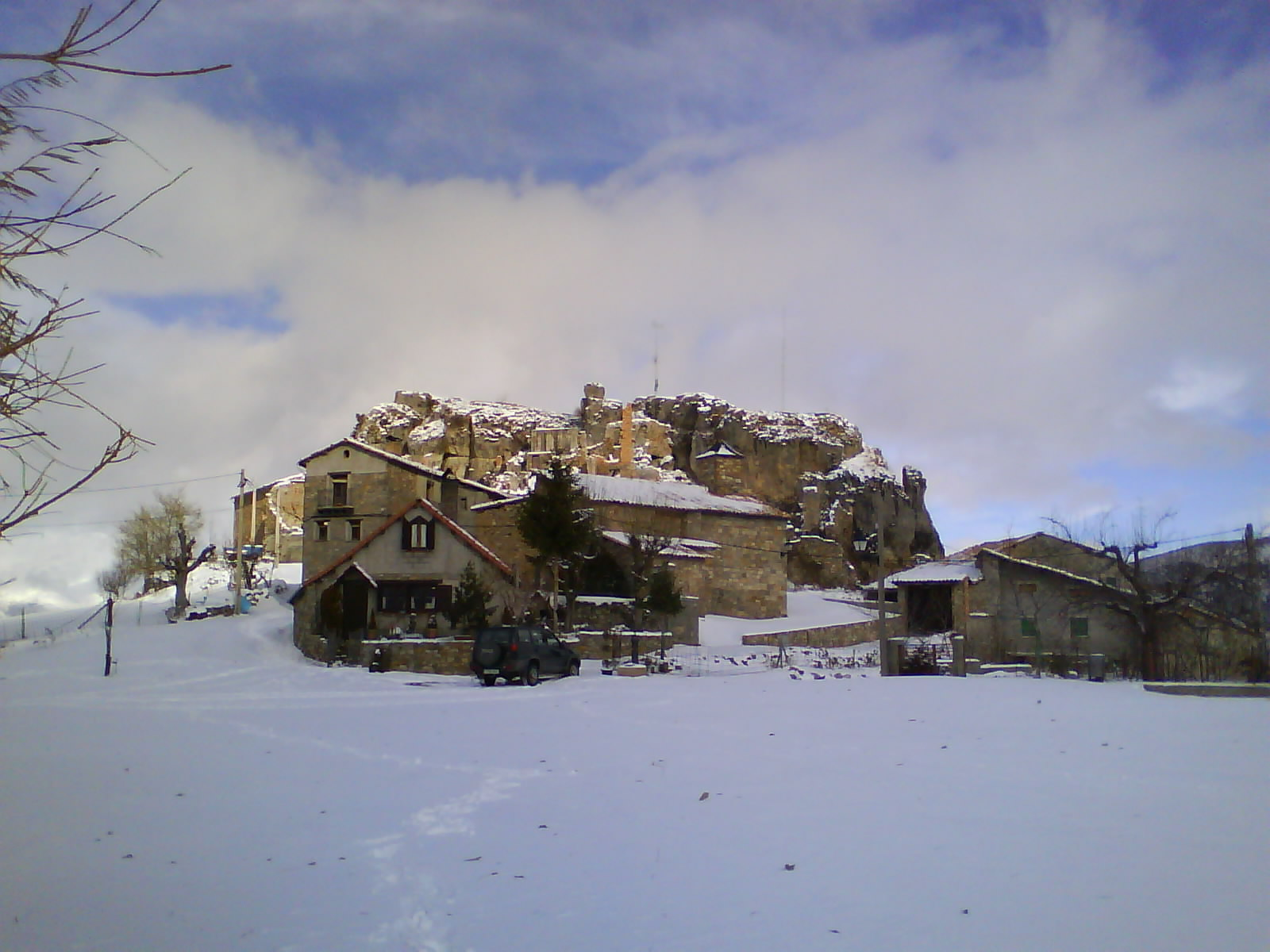
El poble d'Adons, del terme municipal del Pont de Suert, a l'hivern.

Excepte les terres inferiors, el clima de l'Alta Ribagorça és d'alta muntanya. Aquelles s'inclouen dins el territori de clima mediterrani de muntanya mitjana amb tendència continental. Les dades ens indiquen que el clima de Pont de Suert expressa el règim de les temperatures i precipitacions al sector meridional i inferior de la comarca. Més cap al nord i pujant els vessants el clima canvia molt a causa de l'altitud.
Els hiverns són llargs i freds, amb mitjanes molt baixes a causa de les freqüents inversions tèrmiques. No disposem de dades dels vessants inferiors i mitjans que permetin comparar-les amb les dades enregistrades en les estacions del fons de la vall. Però no hi ha dubte que les temperatures són més suaus en els vessants que al fons de les valls. La inversió tèrmica és molt intensa alguns dies calmosos d'hivern. A l'estiu hi ha més contrast entre el fons de les valls i els vessants superiors, ja que hi són rares i menys intenses les inversions de temperatura.
Com succeeix a la resta de comarques pirinenques amb una vall orientada de nord a sud, i tancada pel nord, les precipitacions són molt variables d'un indret a l'altre. Les diferències de l'altitud no són suficients per a explicar les variacions en les precipitacions. Cal cercar una explicació en el fet de l'existència d'una ombra pluviomètrica. Les muntanyes que envolten les valls de la Noguera Ribagorçana dificulten l'entrada de les masses d'aire humit. Part de la humitat precipita en ascendir les muntanyes, i quan l'aire descendeix pels vessants de l'Alta Ribagorça són força secs, més a mid que baixen pels vessants inferiors. El resultat és que a les valls cau molta menys precipitació que al cims i vessants superiors. Es registra més precipitació com més altitud, i més cap al nord de la comarca.

### Vegetació

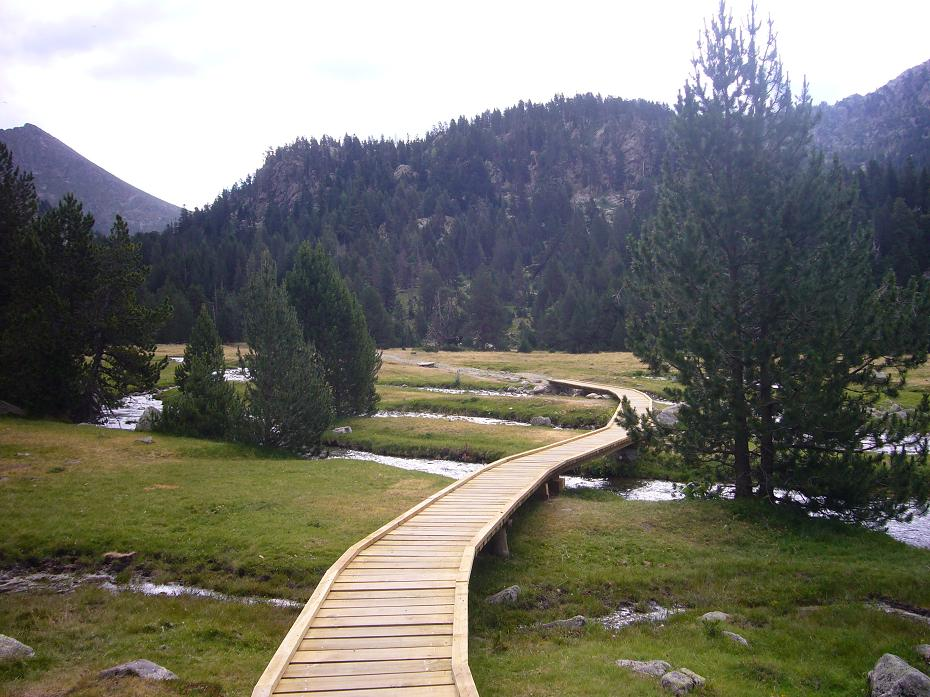
Els prats d'Aiguadassi mostra de la vegetació de la comarca

Les diferències en altitud determinen canvis importants en la vegetació, que de manera natural forma quatre grans estatges o nivells: estatge de les rouredes, estatge del pi roig, estatge del pi negre i estatges dels prats alpins.
A les terres inferiors el bosc natural estaria constituït bàsicament pel roure martinenc. És un bosc que ha estat molt modificat, a causa de la seva explotació i la transformació en conreus i pastures. Alguns indrets han estat repoblats amb pins.
A partir de 1.300 metres, abunda cada vegada més el pi roig. Per sota d'aquesta cota el pi roig ja és freqüent a causa de les nombroses repoblacions que s'hi realitzaren, i pel fet d'haver estat afavorit per l'home al llarg de molt de temps. Per damunt sol ser l'arbre dominant fins als 1.600 metres. Als indrets més humits i ombrívols hi ha fagedes. A partir d'aquesta cota el fred dificulta el seu creixement, i al seu lloc es fa el pi negre. Entorn d'aquesta altitud hi sol haver boscos d'avets en els indrets més frescals. Per damunt de 2.300 metres només trobem prats alpins. El perfil de la vall de Sant Nicolau mostra la distribució de la vegetació de l'alta muntanya, en el sector del Parc Natural d'Aigüestortes i Sant Maurici.

## Història
Prenent com a punt de partida la creació dels ajuntaments moderns amb la promulgació de la Constitució de Cadis del 1812, a tot Catalunya ha esdevingut el mateix que a l'Alta Ribagorça: en un primer moment es va crear un munt d'ajuntaments (56, a l'Alta Ribagorça), que van quedar bastant reduïts en el moment que, el 1845 es promulga una llei municipal que fixa el límit mínim de veïns que ha de tenir un municipi: 30 (cal dir que en aquell moment, veí volia dir cap de casa). Aquesta llei s'aplicà el febrer del 1847, i dels 56 ajuntaments del període 1812-1847, es passà a 10.
Amb la creació de la comarca el 1987 es recuperava una comarca que ja havia estat creada el 1939, en l'efímera divisió comarcal empresa per la Generalitat republicana a les acaballes de la Guerra Civil, i que sempre havia estat considerada com a tal en els àmbits acadèmics i científics, malgrat que els estaments polítics la ignoressin. De tota manera, i deixant de banda el possible conflicte amb els municipis ribagorçans d'administració aragonesa que tradicionalment s'han inclòs a l'Alta Ribagorça, la comarca actual ha perdut un bon nombre de municipis, pel despoblament del Pirineu ocorregut durant tot el segle xx:
- Barruera: Inclusió en el nou municipi de Vall de Boí (1965)
- Benés: Inclusió en el municipi de Sarroca de Bellera, del Pallars Jussà (1972)
- Durro: Inclusió en el nou municipi de Vall de Boí (1965)
- Espluga de Serra: Inclusió en el municipi de Tremp, del Pallars Jussà (1970)
- Llesp: Inclusió en el municipi del Pont de Suert (1970)
- Malpàs: Inclusió en el municipi del Pont de Suert (1970)
- Sapeira: Inclusió en el municipi de Tremp, del Pallars Jussà (1970)
- Viu de Llevata: Inclusió en el municipi del Pont de Suert (1970).

També ha perdut la part zona de la capçalera de la Noguera Ribagorçana, que ara és de la Vall d'Aran, ja que aquesta zona sempre ha estat més lligada (culturalment, geogràficament, meteorològicament...) a l'Alta Ribagorça que a la Vall d'Aran.

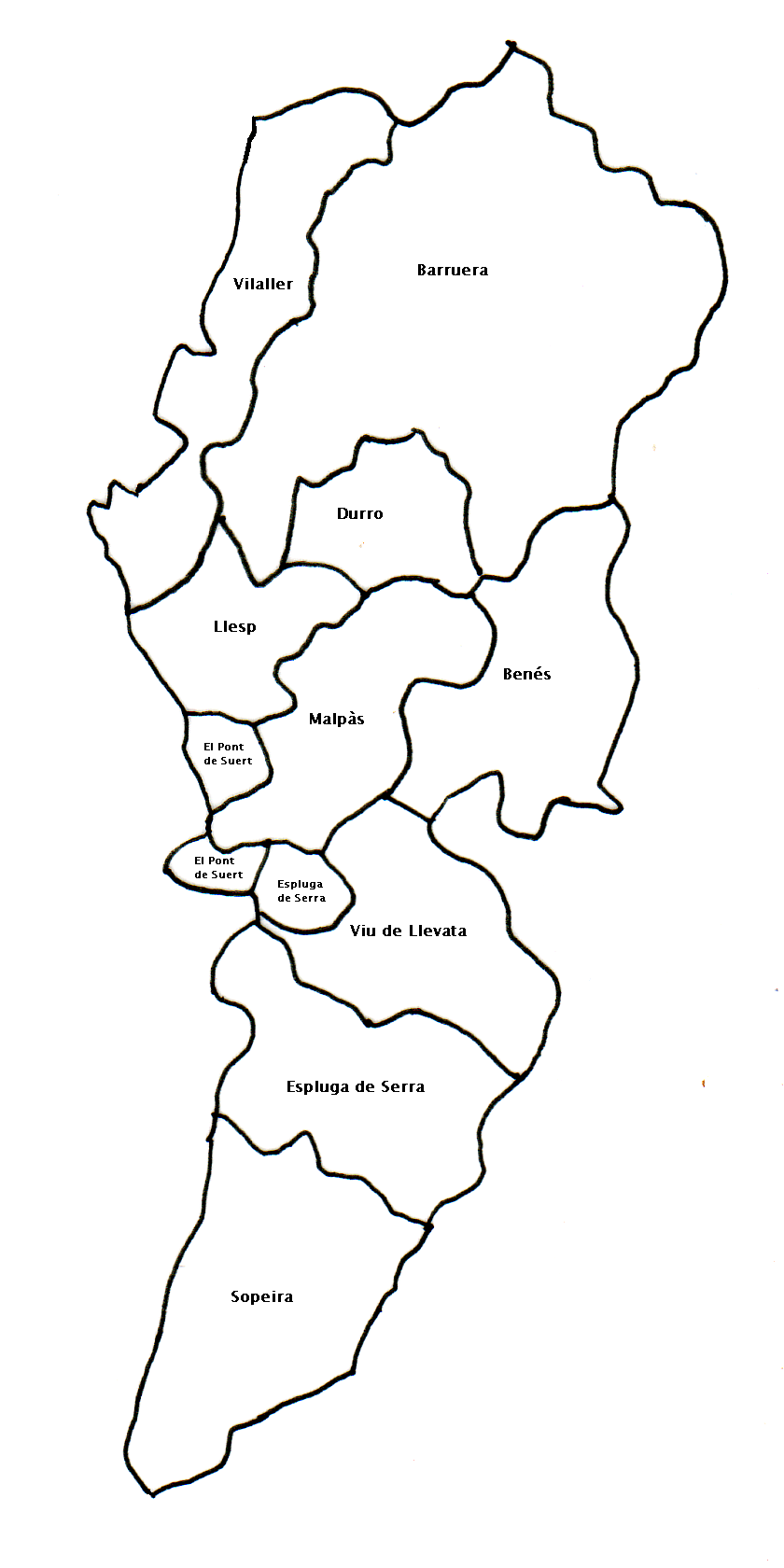
La comarca de l'Alta Ribagorça d'administració catalana creada el 1939
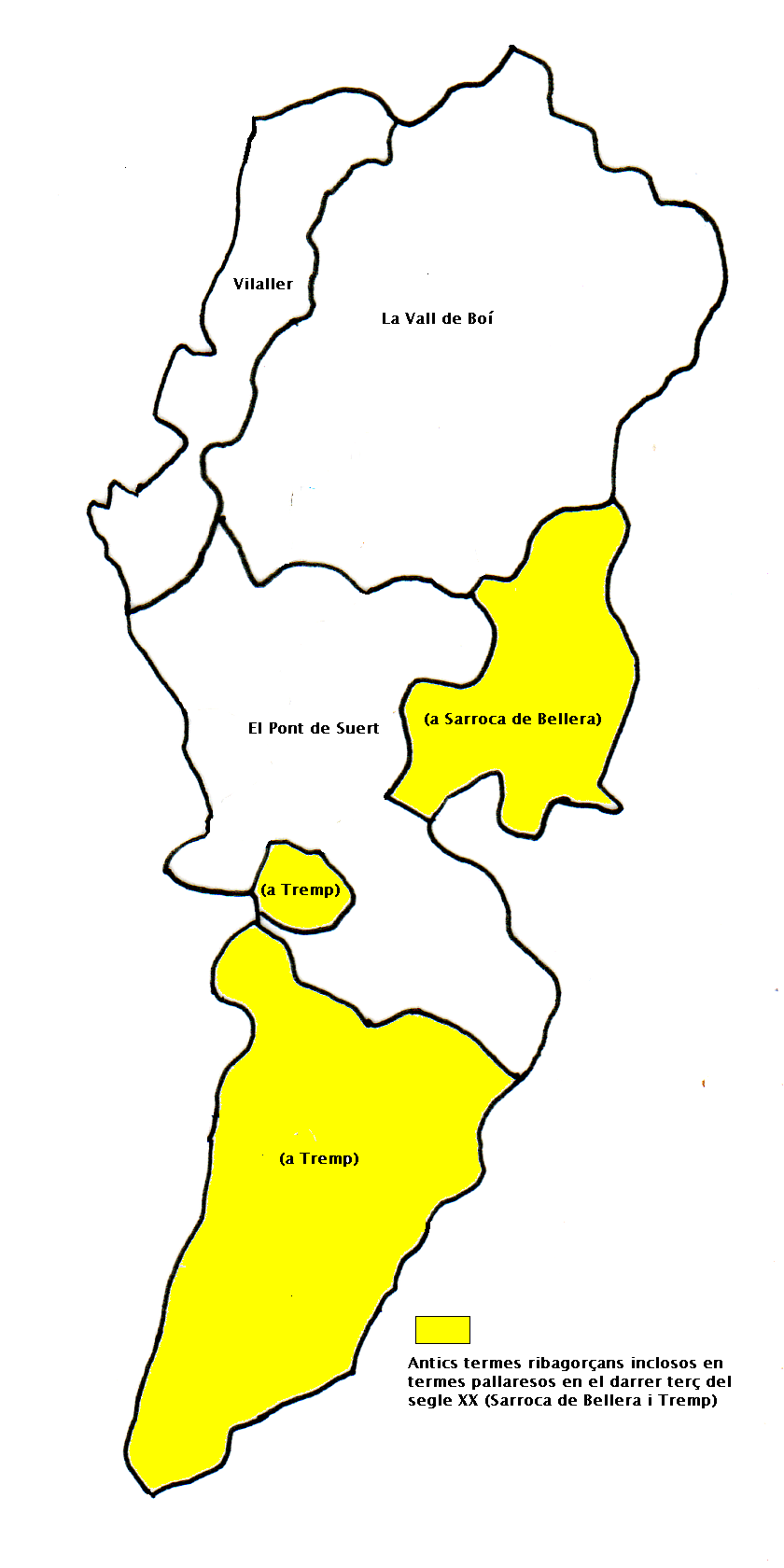
La comarca de l'Alta Ribagorça d'administració catalana després del 1987

Entre 1965 i 1973 es produí una nova reducció dels municipis pallaresos, amb unes modificacions que afectaren també la comarca veïna del Pallars Jussà. De 10 ajuntaments es passà als 3 actuals, amb la particularitat que tres antics municipis ribagorçans (Benés, Espluga de Serra i Sapeira) foren incorporats a municipis pallaresos (respectivament, Sarroca de Bellera i Tremp, els dos darrers).
Aquesta reducció ve donada per la suma de dos factors: per un cantó, la simplificació administrativa que s'ha anat aplicant a mesura que avançava el temps, però per l'altre, el més determinant: el fort procés de despoblament que ha sofert la comarca, sobretot a les zones més muntanyoses.
| Creats el 1812                                         | Agregats el febrer del 1847 a: | Agregats entre 1965 i 1970 a:      |
| ------------------------------------------------------ | ------------------------------ | ---------------------------------- |
| Casós                                                  | Vilaller > Llesp               | El Pont de Suert                   |
| Castilló de Tor                                        | Llesp                          | El Pont de Suert                   |
| Gotarta                                                | Llesp                          | El Pont de Suert                   |
| Igüerri                                                | Llesp                          | El Pont de Suert                   |
| Iran                                                   | Llesp                          | El Pont de Suert                   |
| Irgo                                                   | Llesp                          | El Pont de Suert                   |
| Llesp                                                  | Llesp                          | El Pont de Suert                   |
| Sarroqueta de Barravés                                 | Vilaller > Llesp               | El Pont de Suert                   |
| Viuet                                                  | Vilaller > Llesp               | El Pont de Suert                   |
| Castellars                                             | Malpàs                         | El Pont de Suert                   |
| Erillcastell                                           | Malpàs                         | El Pont de Suert                   |
| Erta                                                   | Malpàs                         | El Pont de Suert                   |
| Esperan                                                | Malpàs                         | El Pont de Suert                   |
| Massivert                                              | Malpàs                         | El Pont de Suert                   |
| Malpàs                                                 | Malpàs                         | El Pont de Suert                   |
| Montiberri                                             | Malpàs                         | El Pont de Suert                   |
| Peranera                                               | Malpàs                         | El Pont de Suert                   |
| Raons                                                  | Malpàs                         | El Pont de Suert                   |
| Cellers                                                | El Pont de Suert               | El Pont de Suert                   |
| Marquet (el Pont de Suert)                             | El Pont de Suert               | El Pont de Suert                   |
| El Pont de Suert                                       | El Pont de Suert               | El Pont de Suert                   |
| Ventolà                                                | El Pont de Suert               | El Pont de Suert                   |
| Adons i Abella d'Adons                                 | Viu de Llevata                 | El Pont de Suert                   |
| Corroncui                                              | Viu de Llevata                 | El Pont de Suert                   |
| Perves                                                 | Viu de Llevata                 | El Pont de Suert                   |
| Pinyana                                                | Viu de Llevata                 | El Pont de Suert                   |
| Viu de Llevata                                         | Viu de Llevata                 | El Pont de Suert                   |
| Avellanos, Castellnou d'Avellanos i el Mas de Vilancòs | Batlliu de Sas, després Benés  | Sarroca de Bellera (Pallars Jussà) |
| Batlliu de Sas                                         | Batlliu de Sas, després Benés  | Sarroca de Bellera (Pallars Jussà) |
| Benés i Sentís                                         | Batlliu de Sas, després Benés  | Sarroca de Bellera (Pallars Jussà) |
| Buira                                                  | Batlliu de Sas, després Benés  | Sarroca de Bellera (Pallars Jussà) |
| Castellvell de Bellera                                 | Batlliu de Sas, després Benés  | Sarroca de Bellera (Pallars Jussà) |
| Manyanet                                               | Batlliu de Sas, després Benés  | Sarroca de Bellera (Pallars Jussà) |
| Aulàs                                                  | Espluga de Serra               | Tremp (Pallars Jussà)              |
| Castellet                                              | Espluga de Serra               | Tremp (Pallars Jussà)              |
| Casterner de les Olles                                 | Espluga de Serra               | Tremp (Pallars Jussà)              |
| Enrens i Trepadús                                      | Espluga de Serra               | Tremp (Pallars Jussà)              |
| Espluga de Serra                                       | Espluga de Serra               | Tremp (Pallars Jussà)              |
| Llastarri                                              | Espluga de Serra               | Tremp (Pallars Jussà)              |
| La Torre de Tamúrcia                                   | Espluga de Serra               | Tremp (Pallars Jussà)              |
| Escarlà                                                | Sapeira                        | Tremp (Pallars Jussà)              |
| Espills                                                | Sapeira                        | Tremp (Pallars Jussà)              |
| Esplugafreda                                           | Sapeira                        | Tremp (Pallars Jussà)              |
| Orrit                                                  | Sapeira                        | Tremp (Pallars Jussà)              |
| Sapeira                                                | Sapeira                        | Tremp (Pallars Jussà)              |
| Tercui                                                 | Sapeira                        | Tremp (Pallars Jussà)              |
| Barruera                                               | Barruera                       | Barruera > Vall de Boí             |
| Boí                                                    | Barruera                       | Barruera > Vall de Boí             |
| Cardet                                                 | Barruera                       | Barruera > Vall de Boí             |
| Cóll                                                   | Barruera                       | Barruera > Vall de Boí             |
| Erill la Vall                                          | Barruera                       | Barruera > Vall de Boí             |
| Durro                                                  | Durro                          | Barruera > Vall de Boí             |
| Saraís                                                 | Durro                          | Barruera > Vall de Boí             |
| Artiga                                                 | Vilaller                       | Vilaller                           |
| Senet de Barravés                                      | Vilaller                       | Vilaller                           |
| Vilaller                                               | Vilaller                       | Vilaller                           |

En la proposta derivada de l'informe popularment denominat Informe Roca, de l'any 2000, els termes municipals de l'Alta Ribagorça havien de sofrir tot de canvis, que són les següents:
- El Pont de Suert: se li agregaven els antics termes d'Espluga de Serra i de Sapeira, el primer amb l'enclavament d'Enrens i Trepadús), actualment pertanyents a Tremp. Se li segregaven els enclavaments de l'Artiga i Casós i els pobles de Sarroqueta i Viuet, de l'antic terme de Llesp. Així mateix, la major part de l'antic municipi de Llesp, amb els pobles de Llesp, Iran i Irgo havien de passar al municipi de la Vall de Boí. Finalment, se li segregava el poble d'Erta, de l'antic terme de Malpàs, que passava a pertànyer al terme municipal de Sarroca i Senterada, de nova creació per la fusió de Sarroca de Bellera i Senterada, del Pallars Jussà.

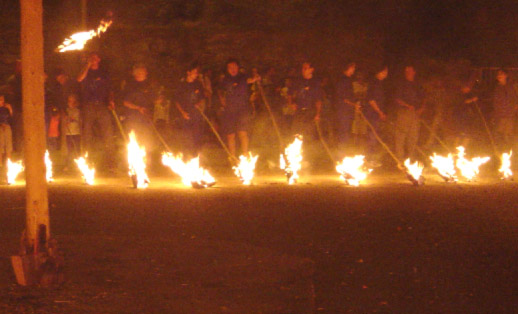
Les falles a Senet, són una tradició a l'Alta Ribagorça

- La Vall de Boí: se li agregaven els pobles de Llesp, Iran i Irgo, pertanyents a l'antic terme de Llesp, actualment del Pont de Suert.
- Vilaller: se li agregaven els enclavaments de l'Artiga i Casós i els pobles de Sarroqueta i Viuet, de l'antic terme de Llesp, també actualment del Pont de Suert.

Aquesta proposta, però, al cap de deu anys no passava de ser això: un estudi i una proposta.

## Població
L'estructura de la població a l'Alta Ribagorça està basada en nuclis petits. L'Alta Ribagorça és la comarca catalana amb menys població, 3.626 habitants el 1986, la qual cosa donava una densitat de 8,5 habitants per km². --(les últimes dades donen 4.375 h. amb una densitat de 10.25 hab./km²)--. De sempre ha estat un indret poc poblat, i no ha d'estranyar, ja que es tracta d'un territori muntanyós. El relleu i el clima no permeten una ocupació gaire més gran.
Com succeí al Pallars, el màxim demogràfic de l'Alta Ribagorça es registra a mitjan segle xix, precisament en el moment dels primers censos. Durant el segle xviii augmentà molt la població, que gairebé es doblà en la majoria dels municipis. Fou un moment de creixement econòmic i demogràfic, que després d'alguns períodes de conflictes de les primeres dècades del segle xix, es continuà a mitjan segle xix. L'actual comarca de l'Alta Ribagorçana tenia 4.600 habitants segons el cens de 1857; i 6.444 habitants segons el de 1860. La meitat de la població vivia en el municipi actual de Pont de Suert (2.347 Hab.). Era el màxim demogràfic fins aleshores, i hagués estat de tota la història si no fos per les grans obres de les preses i centrals elèctriques de la dècada de 1940 i 1950, que motivaren una onada immigratòria.
Les dades disponibles després del cens de 1860 mostren un despoblament continuat, com també succeí a les comarques veïnes. El 1877 hi ha 4.264 habitants, 4.069 habitants el 1887, 3.497 habitants el 1897 i la mateixa població el 1900. I es manté amb una població lleugerament superior fins al 1940 (3.198 habitants), data en què el Pont de Suert té 1.658 habitants.
A partir d'aquest moment succeeix un fet que marcarà molt el paisatge i l'economia de la comarca: les construccions de preses i centrals hidroelèctriques. Al Pallars Jussà passà abans, des de la dècada de 1920, però no es notà tant en el conjunt comarcal en ser una comarca més gran i més poblada. En canvi, l'Alta Ribagorça es veu profundament transformada. Aquestes obres no solament donaren feina a qui està a punt d'emigrar, sinó que també feren que molts pagesos es decidissin més fàcilment a deixar el camp i els ramats. Però molts preferiren continuar amb les feines del camp i de cuidar bestiar, o marxar cap a l'àrea barcelonina. I molts llocs de treball en les obres hidroelèctriques foren ocupats per treballadors forasters, cosa que originà una forta immigració.
El cens de 1950 dona una població de 5.296 habitants. El Pont de Suert cens 3.136 habitants. Vilaller passa de 580 el 1940 a 1.101 habitants el 1950. Però aquest augment fou temporal. El cens de 1960 registra una població comarcal de 6.444 habitants, dels quals 4.639 eren del Pont de Suert; el cens de 1970 ja mostra una forta immigració, ja que només reporta una població de 4.846 habitants, i el Pont de Suert només 3.056 habitants. Els censos i padrons següents mostren la tendència cap a una disminució, amb 3.626 habitants a la comarca el 1986, i 2.448 al Pont de Suert.

## Activitats
La base econòmica tradicional ha estat la ramaderia, i en segon lloc, l'agricultura i el bosc.
L'agricultura era essencialment d'autoconsum i de farratges per menjar el bestiar. Els conreus predominants han estat els cereals (sègol, ordi, blat), els llegums i les patates. Hi havia també una mica d'horta per a consum local.
Duran les dècades (1960-1980), moltes terres foren abandonades, o transformades en terres de pastures, que són les que ocupen més extensió en l'ús agrícola. Si s'exclouen les pastures, el conjunt de terra conreada no arriba al 2% de la superfície total de la comarca. Destaquen els farratges per a la ramaderia bovina, i segueixen de lluny els cereals, les patates i les hortalisses.
La ramaderia ovina ha estat fins fa unes dècades una de les activitats principals a la comarca. Hi havia nombrosos ramats que transhumaven de les terres planes de l'Urgell, Segrià o la Noguera als prats d'alta muntanya de l'Alta Ribagorça i de la Val d'Aran. Ara encara és el sector ramader més destacat, amb 28.000 caps. Es calcula que el 1960 hi havia uns 45.000 caps ovins, cosa que significa un descens considerable.
La ramaderia bovina té una certa importància en algunes famílies pageses, amb uns 3.000 caps de bestiar. La ramaderia bovina és actualment l'eix de moltes economies domèstiques que viuen en les planes petites i allargassades del fons de les valls.
L'activitat industrial és ben escassa a la comarca, reduïda a una petita indústria tèxtil i a diverses dedicades a la fusta i mobles. Hi ha indústries alimentàries i d'altres branques, però totes de dimensió molt reduïda, normalment de caràcter familiar.
A l'Alta Ribagorça hi hagué diverses explotacions mineres. Destaca la del carbó, a les mines de Malpàs. Aquesta explotació fou molt activa entre 1950 i 1981, amb la finalitat expressa de proveir de carbó la propera fàbrica de ciment de Xerallo (Pallars Jussà). Aquesta fàbrica de ciment tenia com a objectiu principal proveir les nombroses obres de construcció de preses i centrals hidroelèctriques de la conca de la Noguera Ribagorçana. En acabar-se les obres principals la fàbrica hagué de tancar, i en deixar de funcionar la fàbrica de ciment, l'explotació minera perdé el motiu de ser, i fou tancada.

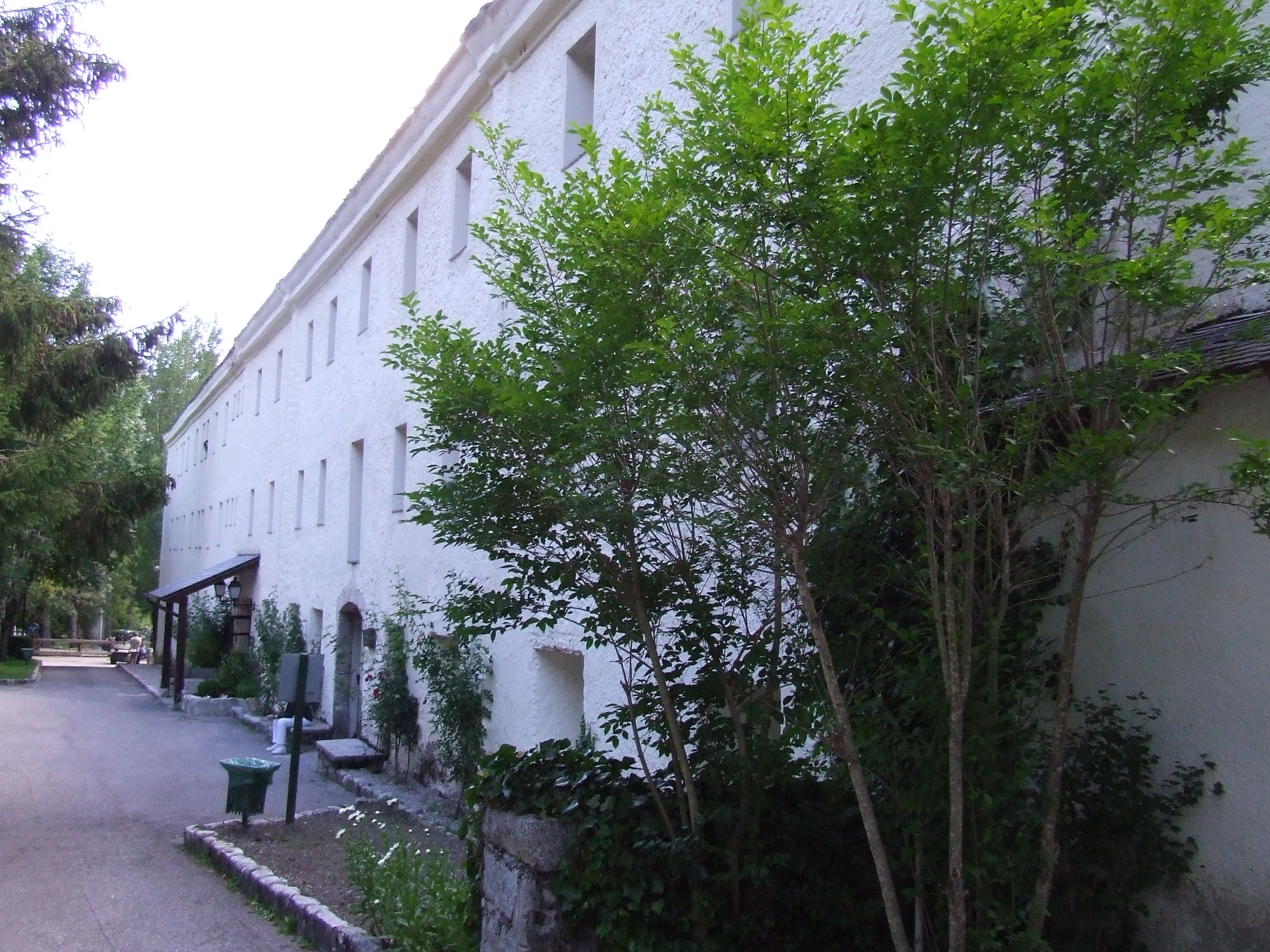
Balneari a Caldes de Boí

Malgrat que sigui una comarca poc poblada i amb un relleu i clima que faciliten poc una ocupació del territori, l'Alta Ribagorça disposa d'uns recursos naturals importants. Es tracta d'uns recursos que sovint són oblidats pels que donen prioritat a les activitats industrials i d'una agricultura intensiva. Seria poc encertat pensar en una Alta Ribagorça industrial o agrícola. Els recursos naturals fan que les activitats econòmiques hagin d'anar cap a un altre cantó.
Un recurs principal és l'aigua que hi ha als estanys i la que corre pels rius. La força del corrent d'aquesta aigua ja és molt aprofitada en les diverses centrals hidroelèctriques, que ja han estat citades en la secció del rius. Cal que els beneficis de la producció elèctrica encara repercuteixin més en les millores de serveis i en el <<modus vivendi>> dels seus habitants.
Un altre recurs natural és el conjunt del paisatge, amb el relleu, les aigües, la vegetació i la fauna. Una part important del Parc Natural d'Aigüestortes i Sant Maurici cau dins l'Alta Ribagorça, en especial la vall de Sant Nicolau. Però la resta de la comarca, també té un gran valor natural i paisatgístic, i també històric. El conjunt de la vall de Boí és un bon exemple dels nombrosos atractius de la comarca. Al costat d'un paisatge molt atractiu per a passar-hi unes vacances, hi ha un balneari i nombroses restes històriques (esglésies romàniques).
Un bon aprofitament d'aquest recursos ha donat hi ha de donar vida a la comarca. Ja hi ha diverses instal·lacions hoteleres. Els anys noranta hi havia 18 hotels, amb una oferta total de 605 llits, dels quals 468 són a la vall de Boí, principalment a Caldes de Boí i a Boí. A més, hi ha nombroses cases de pagès adaptades per l'acolliment d'hostes, quatre càmpings i diversos refugis de muntanya, com el refugi Ventosa i Calvell, sobre l'estany Negre.
Actualment les activitats de serveis són les que ocupen més treballadors a l'Alta Ribagorça.

## Comunicacions

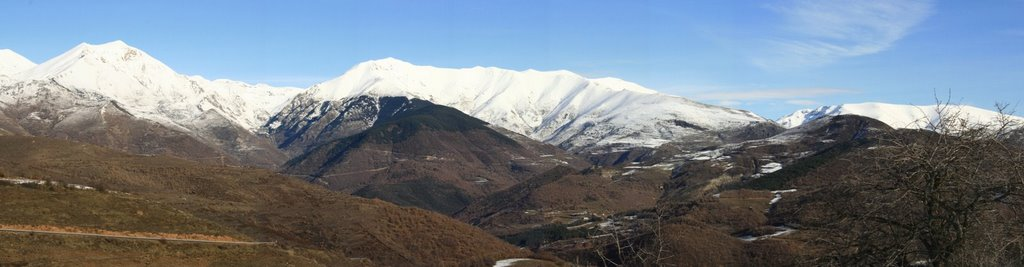
Paisatge de Perves

Les comunicacions no són pas gaire bones per a facilitar les activitats turístiques de la comarca. El Pont de Suert és la cruïlla de les tres carreteres que permeten entrar a la comarca. Seguint la vall de la Noguera Ribagorçana hi ha la carretera que des de Lleida comunica les terres de la Baixa Ribagorça, en terres d'Aragó, l'Alta Ribagorça i a la Val d'Aran pel túnel de Viella. Aquesta carretera passa per la vall estreta i engorjada que hi ha entre el congost d'Escales i el Pont de Suert, on, a més, la carretera va estar dificultada amb la construcció del pantà d'Escales, la qual cosa va obligar l'obertura de nombrosos túnels, malgrat que això reportà de passada la millora d'aquesta via. L'altra carretera és la N-260 que uneix l'Alta Ribagorça amb el Pallars Jussà, pel coll de Perves.

## Demografia
| 1497 f | 1515 f | 1553 f | 1717  | 1787  | 1857  | 1877  | 1887  | 1900  | 1910  |
| ------ | ------ | ------ | ----- | ----- | ----- | ----- | ----- | ----- | ----- |
| 315    | 294    | 399    | 2.232 | 2.223 | 4.600 | 4.264 | 4.069 | 3.497 | 3.728 |

| 1920  | 1930  | 1940  | 1950  | 1960  | 1970  | 1981  | 1990  | 1992  | 1994  |
| ----- | ----- | ----- | ----- | ----- | ----- | ----- | ----- | ----- | ----- |
| 3.699 | 3.333 | 3.198 | 5.296 | 6.444 | 4.590 | 4.344 | 3.489 | 3.541 | 3.541 |

| 1996  | 1998  | 2000  | 2002  | 2004  | 2006  | 2008  | 2010  | 2012  | 2014  |
| ----- | ----- | ----- | ----- | ----- | ----- | ----- | ----- | ----- | ----- |
| 3.542 | 3.490 | 3.612 | 3.655 | 3.796 | 4.074 | 4.332 | 4.278 | 4.235 | 3.873 |

| 2016  | 2018  | 2020  | 2022  | 2024  | 2026 | 2028 | 2030 | 2032 | 2034 |
| ----- | ----- | ----- | ----- | ----- | ---- | ---- | ---- | ---- | ---- |
| 3.867 | 3.774 | 3.825 | 3.958 | 4.002 | -    | -    | -    | -    | -    |

| Municipi         | Habitants |
| ---------------- | --------- |
| El Pont de Suert | 2.220     |
| Vall de Boí      | 1.021     |
| Vilaller         | 561       |
| Font: Idescat    |           |

## Política
| Candidatura | Candidatura                                                                            | Cap de llista          | Vots  | Regidors | % vots |
| ----------- | -------------------------------------------------------------------------------------- | ---------------------- | ----- | -------- | ------ |
|             | Partit dels Socialistes de Catalunya - Progrés Municipal                               | Joan Perelada i Ramon  | 824   | 9        |        |
|             | Convergència i Unió                                                                    | Albert Alins Abad      | 820   | 8        |        |
|             | Esquerra Republicana de Catalunya - Acord Municipal                                    | Jaume Monsó Alòs       | 149   | 1        |        |
|             | Bloc per la Vall                                                                       | Carlos Fantova Palacín | 108   | 1        |        |
|             | Iniciativa per Catalunya - Esquerra Unida i Alternativa - Entesa pel Progrés Municipal | Núria Salguero Fonseca | 92    | -        |        |
|             | Altres                                                                                 |                        | 125   | -        |        |
|             | Vot en blanc                                                                           |                        | 42    | -        |        |
|             | Vot nul                                                                                |                        | 20    | -        |        |
| Total       | Total                                                                                  | 2,176                  | 2,176 | 19       |        |

### Consell Comarcal de l'Alta Ribagorça
Amb seu al Pont de Suert.

#### 2007
Els membres del Consell Comarcal de l'Alta Ribagorça per al període 2007-2011 foren:
- Joan Perelada i Ramon (PSC-PM), president i portaveu del PM. Alcalde del municipi de la Vall de Boí.
- Miquel Solanes i Guasch (PSC-PM), conseller vicepresident primer. Regidor del municipi del Pont de Suert.
- Joan Ramon Piqué i Badia (PSC-PM), conseller vicepresident segon. Representant del municipi de Vilaller.
- Esther Isús i Font (PSC-PM), consellera. Regidora del municipi de la Vall de Boí.
- Jordi Margalida i Vaca (PSC-PM), conseller. Representant del municipi del Pont de Suert.
- Josep Mª Rispa i Pifarré (PSC-PM), conseller. Representant del municipi del Pont de Suert.
- Manel Marsol i Fierro (PSC-PM), conseller. Regidor del municipi de la Vall de Boí.
- Albert Franco i Quintana (PSC-PM), conseller. Representant del municipi de Vilaller.
- Salvador Farré i Juanmartí (PSC-PM), conseller tresorer. Representant del municipi de Vilaller.
- Albert Alins i Abat (CiU), conseller portaveu de CiU. Representant del municipi del Pont de Suert.
- Albert Cierco i Fondevila (CiU), conseller. Representant del municipi del Pont de Suert.
- Anna Maria Jordana i Fornons (CiU), consellera. Representant del municipi del Pont de Suert.
- Ignasi Foix i Oña (CiU), conseller. Representant del municipi del Pont de Suert.
- Montserrat Arnés i Nart (CiU), consellera. Representant del municipi del Pont de Suert.
- Xavier Alonso i Villaverde (CiU), conseller. Representant del municipi del Pont de Suert.
- Josep Lluís Farrero i Moyes (CiU), conseller. Regidor del municipi de la Vall de Boí.
- Manel Pueyo i Pinasa (CiU), conseller. Representant del municipi de Vilaller.
- Jaume Monsó i Alòs (Esquerra-AM). Representant del municipi de Vilaller.
- Carlos Fantova i Palacín (BV), conseller portaveu del BV. Regidor del municipi de la Vall de Boí.

#### 2011
- José Antonio Troguet Ballarín (CiU). President. Regidor del Pont de Suert
- Albert Alins Abad (CiU). Conseller. Alcalde del Pont de Suert
- María José Erta Ruiz (CiU). Consellera vicepresident cinquena i tresorera, encarregada d'Assumptes Generals, econòmics de règim interior i mesa permanent de contractació i de Benestar social. Regidora de Vilaller
- Josep Lluís Farrero Moyes (CiU). Conseller vicepresident quart, encarregat de Turisme, Cultura i Habitatge. Regidor de la Vall de Boí
- Montserrat Arnés Nart (CiU). Consellera. Regidora del Pont de Suert
- José Ramon Pueyo Izquierdo (CiU). Conseller. Regidor del Pont de Suert
- Enrique Velasco Parache (CiU). Conseller. Regidor del Pont de Suert
- Rosa Peguera Guardeño (CiU). Consellara encarregada de Joventut, Salut i Esports. Regidora de la Vall de Boí
- José Colodrero Ramírez (CiU). Conseller encarregat de l'Oficina del Consumidor. Regidor del Pont de Suert
- Joan Peralada Ramon (PSC-PM). Conseller. Alcalde de la Vall de Boí
- Joan Ramon Piqué i Badia (PSC-PM). Conseller vicepresident segon, encarregat de Promoció Econòmica. Alcalde de Vilaller
- Esther Isús i Font (PSC-PM). Consellera vicepresident primera, encarregada d'Educació i Immigració. Regidora de la Vall de Boí
- Miquel Solanes Guasch (PSC-PM). Conseller vicepresident sisè. Regidor del Pont de Suert
- Josep Maria Rispa Pifarré (PSC-PM). Conseller encarregat de Medi ambient. Regidor del Pont de Suert
- Albert Franco Quintana (PSC-PM). Conseller. Regidor de Vilaller
- Salvador Farré Juanmartí (PSC-PM). Conseller. Regidor de Vilaller
- Manel Marsol Fierro (PSC-PM). Conseller. Regidor de la Vall de Boí
- Mario Turrión Vega (PP). Conseller. Regidor del Pont de Suert
- Carlos Fantova Palacín (BpV). Conseller vicepresident segon, encarregat d'Agricultura i Ramaderia. Regidor de la Vall de Boí.

2019
- Maria José Erta Ruiz, (Junts per Catalunya). Presidenta. Alcaldessade Vilaller.

- Marimar Fernàndez Garcia. Consellera de l’Àrea de Serveis Socials
- José Antonio Troguet Ballarin. Conseller de l’àrea d’assumptes generals, econòmics i tecnologies de la Informació i la comunicació.
- José Antonio Parache Palacín i Guillem Fornons Vega Consellers de l’àrea de medi ambient.
- Marisol Garcia Ardanuy. Consellera de l’àrea d’agricultura, ramaderia i escorxador.
- Marta Rollan Fierro. Consellera de l’àrea de joventut, cultura i esports.
- Alfons Duat Noray i Maria Àngels Parramón Fernández. Consellers de l’àrea de turisme.
- Maria José Erta Ruiz. Consellera de l’àrea de Promoció econòmica.
- Anton Estop Monsó. Conseller de l’àrea d’habitatge i participació ciutadana.

2023
- Albert Palacín Ferre (ERC) President. Regidor de la Vall de Boí

### Organització territorial

#### Informe Roca
El Parlament de Catalunya va encarregar la revisió del mapa territorial a una comissió d'experts presidida per Miquel Roca amb la presència de quatre geògrafs. El gener del 2001 es va presentar l'Informe sobre la revisió del model d'organització territorial de Catalunya, conegut com l'Informe Roca. Aquest model proposa diversos canvis per l'Alta Ribagorça, que se situaria dins de la vegueria de Ponent:
- Pedanies i enclavaments que canvien de municipi:
  - Espluga de Serra i Sopeira, de Tremp (Pallars Jussà) al municipi d'El Pont de Suert.
  - Iran, Irgo i Llesp, del Pont de Suert al municipi de la Vall de Boí.
  - L'Artiga, Casós, Sarroqueta de Barravés i Viuet, d'El Pont de Suert al municipi de Vilaller, i canvi de nom del municipi resultant per Vilaller i Vall de Barravés.

## Llocs d'interès
- Casa del Parc Nacional, Boí

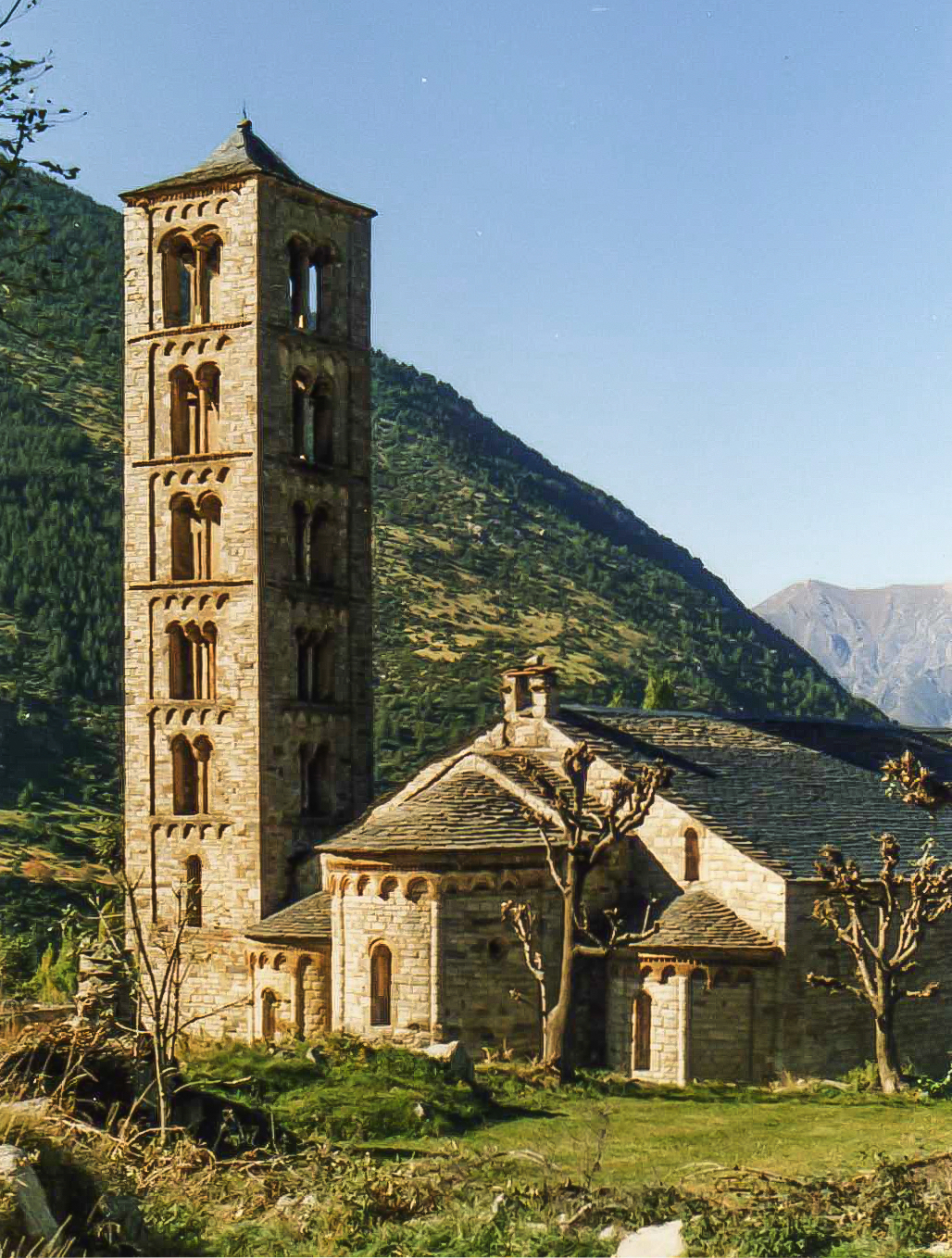
Sant Climent de Taüll, a la Vall de Boí

- Col·lecció d'Art Sacre de la Ribagorça, el Pont de Suert
- La Fàbrica, el Pont de Suert
- Centre del Romànic de la Vall de Boí, Erill la Vall
- Centre d'Informació de Senet[9]